# スティーブ・シムズ
スティーブン・ダグラス・シムズ(Steven Douglas Symms、1938年4月23日 - 2024年8月8日)は、アメリカ合衆国の政治家、ロビイスト。所属政党は共和党。
1970年代から連邦議会で活躍し、連邦下院議員や連邦上院議員を務め、引退後はワシントンD.C.のロビー団体でロビー活動を行っている。

## 経歴
シムズはアイダホ州キャニオン郡コールドウェルの高校を卒業後、アイダホ大学で園芸学を学んだ。1960年に大学を卒業後、アメリカ海兵隊に3年間所属した。退役後は自家用機のパイロットやりんご農家として働き、1969年から1972年まで大学新聞「The Idaho Compas」の共同編集者を務めた。
1972年、シムズは連邦下院議員選挙に共和党から出馬した。選挙戦では、「Take a bite out of big government! (直訳：大きな政府を一口かじれ！)」というりんご農家の経歴を活かした選挙スローガンを使用し、新右翼(New Right)としての立場を鮮明にし、当選を果たす。その後、下院議員として3選を果たす。
1980年、シムズは上院議員選挙に出馬した。1980年当時、4期現職のフランク・チャーチ上院議員は、パナマ運河の返還(新パナマ運河条約)やSALT IIで主導的な役割を果たしたこともあり、リベラル系民主党議員として保守政治活動協議会といった保守派からの反発を受けていた。同協議会は1980年選挙で「Anybody But Church committee(通称：ABC)」を組織し、チャーチの落選運動を行なった。保守系だったシムズはABCから資金提供などの支援を受け、約4,000票(得票率差約1%)の僅差でチャーチを破った。
1986年選挙ではアイダホ州知事のジョン・エヴァンズを破って当選を果たした。
浮気問題の影響もあり、1992年選挙に出馬せず、議員を辞職。政界引退後にコンサルト会社やロビー団体を設立した。
2024年8月8日に死去。86歳没。

## 不祥事

### 大統領選挙におけるデマ
シムズはラジオのインタビューで、1988年選挙の民主党大統領候補マイケル・デュカキスの妻キティが、ベトナム戦争に抗議してアメリカ国旗を燃やしている写真が存在すると主張した。キティは「全くのデマで軽蔑に値する」と否定し、シムズも後に「立証できなかった」と認めた。しかし、この告発は全米でニュースとなり、各メディアは証拠となる写真を探した。1988年の選挙戦ではデュカキスに関するデマが共和党議員によって公言されており、シムズのデマもその一つとされる。

### 不倫問題
妻フランシス・ストックデールは重度の関節炎の影響で人前に出てくることがすくなかった。一方、シムズはパーティーに頻繁に参加していたが、妻以外の女性と一緒にいる姿が目撃されていた。シムズの浮気は公然の事実だったものの、記者は家庭内の問題として捉え、話題にすることはなかった。しかし、1986年に夫婦は別居、1990年に離婚が成立すると、シムズの不倫疑惑が取り沙汰され、世論調査でシムズの支持率が低下した。1992年選挙でシムズは出馬を断念し、議員を引退するが、その決断には浮気問題とそれに伴う支持率低下があったとされる。不倫については後に妻フランによって証言が行われている。

## 親族
- 先妻：フランシス・E・ストックデール - 1959年結婚[22]、1990年離婚[19]。間に1男3女[18]。
- 後妻：ロレッタ・マセス・フラー - 1992年結婚。シムズの事務所の元職員[23]、後に上院副衛視長（英語版）[24]。
- おじ(母の兄弟)：エルモ・スミス（英語版） - 第27代オレゴン州知事、オレゴン州上院議長。
- いとこ：デニー・スミス（英語版） - エルモの子。連邦下院議員(オレゴン州選出)[25]

## 主張・政策

### 中絶
1973年、ロー対ウェイド事件の判決(ロー判決)により、妊娠中絶がアメリカ合衆国憲法により保障された権利として認められた。そのため、共和党のロナルド・レーガン大統領がポッター・スチュワート連邦最高裁判事の後任に誰を指名するかは、ロー判決の判例変更を求めるプロライフ派にとって重要な問題だった。1981年、レーガン大統領は、サンドラ・デイ・オコナー元アリゾナ州下院議員を指名した。オコナーは中絶問題の賛否を明らかにしなかったが、州下院議員時代の投票傾向からロー判決の判例変更は行わないだろうとみなされた。シムズは、ドン・ニクルス上院議員、ジェシー・ヘルムズ上院議員らとともにオコナーの指名に抗議した。

## 選挙結果
| 年   | 民主党      | 票数   | 得票率 |  | 共和党             | 票数   | 得票率 |
| ---- | ----------- | ------ | ------ |  | ------------------ | ------ | ------ |
| 1972 | Ed Williams | 68,106 | 44%    |  | スティーブ・シムズ | 85,270 | 56%    |
| 1974 | J. Ray Cox  | 54,001 | 42%    |  | スティーブ・シムズ | 75,404 | 58%    |
| 1976 | Ken Pursley | 79,662 | 45%    |  | スティーブ・シムズ | 95,833 | 55%    |
| 1978 | Roy Truby   | 57,972 | 40%    |  | スティーブ・シムズ | 86,680 | 60%    |

| 年   | 民主党             | 票数    | 得票率 |  | 共和党             | 票数    | 得票率 |  | 第三党        | 政党           | 票数  | 得票率 |
| ---- | ------------------ | ------- | ------ |  | ------------------ | ------- | ------ |  | ------------- | -------------- | ----- | ------ |
| 1980 | フランク・チャーチ | 214,439 | 49%    |  | スティーブ・シムズ | 218,701 | 50%    |  | Larry Fullmer | リバタリアン党 | 6,507 | 1%     |
| 1986 | ジョン・エヴァンズ | 185,066 | 48%    |  | スティーブ・シムズ | 196,958 | 52%    |  |               |                |       |        |